# Topillea, Mlîniv
Topillea (în ucraineană Топілля) este un sat în comuna Pidlozți din raionul Mlîniv, regiunea Rivne, Ucraina.

## Demografie
Componența lingvistică a localității Topillea
     Ucraineană (99,04%)
     Alte limbi (0,96%)
Conform recensământului din 2001, majoritatea populației localității Topillea era vorbitoare de ucraineană (99,04%), existând în minoritate și vorbitori de alte limbi.